# Cyrtandra hawaiensis
Cyrtandra hawaiensis är en tvåhjärtbladig växtart som beskrevs av Charles Baron Clarke. Cyrtandra hawaiensis ingår i släktet Cyrtandra och familjen Gesneriaceae. Inga underarter finns listade i Catalogue of Life.